# Rokkō Toura
Rokkō Toura (戸浦 六宏, Toura Rokkō), né le 30 avril 1930 et mort le 25 mars 1993, est un acteur japonais. Son vrai nom est Mutsuhiro Toura (東良 睦宏, Toura Mutsuhiro).

## Biographie
Rokkō Toura fait des études d'anglais à la faculté de lettres de l'université de Kyoto et obtient son diplôme en 1955. Il commence une carrière de professeur d'anglais dans un lycée privé avant d'abandonner cette profession pour devenir acteur sur les recommandations de Nagisa Ōshima. Le cinéaste lui offre son premier rôle dans L’Enterrement du soleil et tous deux collaborent à de nombreuses reprises par la suite,.
Rokkō Toura a tourné dans plus de 70 films entre 1960 et 1993.

## Filmographie partielle
- 1960 : L’Enterrement du soleil (太陽の墓場, Taiyō no hakaba?) de Nagisa Ōshima : Masa
- 1960 : Nuit et brouillard au Japon (日本の夜と霧, Nihon no yoru to kiri?) de Nagisa Ōshima : Higashiura
- 1961 : Le Piège (飼育, Shiiku?) de Nagisa Ōshima
- 1962 : Hana to yatō no mure (花と野盗の群れ?) de Shigehiro Ozawa
- 1962 : Le Révolté (天草四郎時貞, Amakusa Shiro Tokisada?) de Nagisa Ōshima : le rōnin
- 1963 : La Société des gangsters (ギャング同盟, Gyangu dōmei?) de Kinji Fukasaku
- 1964 : Aku no monshō (悪の紋章?) de Hiromichi Horikawa
- 1965 : Yoake no uta (夜明けのうた?) de Koreyoshi Kurahara
- 1965 : Les Plaisirs de la chair (悦楽, Etsuraku?) de Nagisa Ōshima
- 1965 : La Lame diabolique (剣鬼, Ken ki?) de Kenji Misumi : le seigneur Masanobu Un'no
- 1965 : La Légende de Zatoïchi : Voyage en enfer (座頭市地獄旅, Zatōichi jigoku tabi?) de Kenji Misumi
- 1966 : Waka oyabun kenka-jō (若親分喧嘩状?) de Kazuo Ikehiro
- 1966 : Le Silence sans ailes (とべない沈黙, Tobenai chinmoku?) de Kazuo Kuroki
- 1966 : Violences en plein jour (白昼の通り魔, Hakuchū no tōrima?) de Nagisa Ōshima : Genji Hyuga
- 1966 : Rikugun Nakano gakkō: Kumoichigō shirei (陸軍中野学校 雲一号指令?) de Kazuo Mori
- 1967 : Carnets secrets des ninjas (忍者武芸帳, Ninja bugeichō?) de Nagisa Ōshima
- 1967 : Libido ou L'Origine du sexe (性の起原, Sei no kigen?) de Kaneto Shindō
- 1967 : Le Jour le plus long du Japon (日本のいちばん長い日, Nippon no ichiban nagai hi?) de Kihachi Okamoto
- 1967 : Été japonais : Double suicide contraint (無理心中日本の夏, Muri shinjū : Nihon no natsu?) de Nagisa Ōshima
- 1967 : La Rivière des larmes (なみだ川, Namidagawa?) de Kenji Misumi : Eiji
- 1968 : La Pendaison (絞死刑, Kōshikei?) de Nagisa Ōshima : le médecin
- 1968 : Kuroneko (藪の中の黒猫, Yabu no naka no kuroneko?) de Kaneto Shindō : un samouraï
- 1968 : Le Retour des trois soûlards (帰って来たヨッパライ, Kaettekita yopparai?) de Nagisa Ōshima
- 1968 : Kaidan zankoku monogatari (怪談残酷物語?) de Kazuo Hase
- 1968 : Opération négligée ou Femme forte, homme faible (強虫女と弱虫男, Tsuyomushi onna to yowamushi otoko?) de Kaneto Shindō
- 1968 : Zoku hiroku onna rō (続・秘録おんな牢?) de Kimiyoshi Yasuda
- 1968 : Yōkai dai sensō (妖怪大戦争?) de Yoshiyuki Kuroda (ja)
- 1968 : La Légende de Zatoïchi : Les Tambours de la colère (座頭市喧嘩太鼓, Zatōichi kenka-daiko?) de Kenji Misumi
- 1969 : Shutsugoku yonjū hachi jikan (出獄四十八時間?) de Kazuo Mori
- 1969 : Journal d’un voleur de Shinjuku (新宿泥棒日記, Shinjuku dorobō nikki?) de Nagisa Ōshima : lui-même
- 1970 : L'Épée errante (兇状流れドス, Kyōjō nagare dosu?) de Kenji Misumi
- 1970 : Vivre aujourd'hui, mourir demain (裸の十九才?) de Kaneto Shindō
- 1971 : Silence (沈黙, Chinmoku?) de Masahiro Shinoda : l'interprète
- 1971 : La Cérémonie (儀式, Gishiki?) de Nagisa Ōshima : Mori Sakurada
- 1972 : Une petite sœur pour l’été (夏の妹, Natsu no imōto?) de Nagisa Ōshima : Teruya
- 1973 : Le Temps de la mémoire (青幻記 遠い日の母は美しく, Seigenki: Tōi hi no haha wa utsukushiku?) de Tōichirō Narushima[4]
- 1973 : Baby Cart : Le Territoire des démons (子連れ狼 冥府魔道, Kozure Ōkami: Meifumadō?) de Kenji Misumi : Sazare Kanbei, messager # 5
- 1977 : Chikuzan, le baladin aveugle (竹山ひとり旅, Chikuzan hitori tabi?) de Kaneto Shindō
- 1979 : Sanada Yukimura no bōryaku (真田幸村の謀略?) de Sadao Nakajima
- 1980 : Dōran (動乱?) de Shirō Moritani
- 1983 : Furyo (戦場のメリークリスマス, Senjō no merī Kurisumasu?) de Nagisa Ōshima : l'interprète
- 1992 : Histoire singulière à l'est du fleuve (濹東綺譚, Bokutō kidan?) de Kaneto Shindō : un adepte
- 1993 : Yume no onna (夢の女?) de Bandō Tamasaburō V